# Försoning (film)

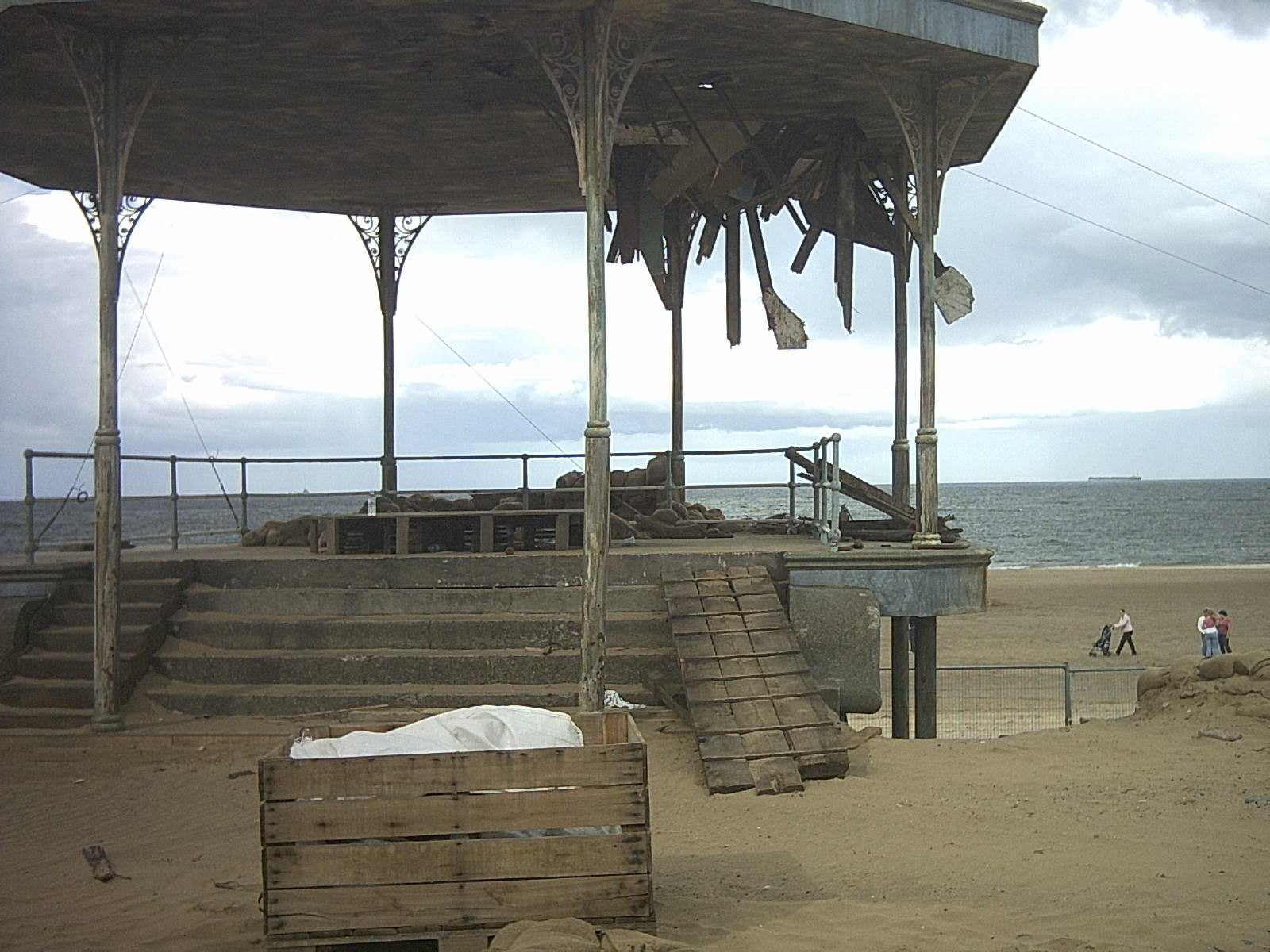
Bild från filminspelningen på stranden i Redcar, föreställande Dunkerque i Frankrike under andra världskriget.

Försoning (originaltitel: Atonement) är en brittisk dramafilm från 2007 av Joe Wright, baserad på Ian McEwans bok med samma namn, med Keira Knightley, James McAvoy och Vanessa Redgrave i rollerna. Filmen var nominerad i sju kategorier vid Oscarsgalan 2008 (bland annat för bästa film och bästa manus av Christopher Hampton), och vann en statyett för bästa originalmusik.

## Handling
Filmens inledning utspelar sig på familjen Tallis ägor i England några år före andra världskrigets utbrott, närmare bestämt 1935. Robbie Turner, som under sommaren jobbar i familjens trädgård, inleder en romans med Cecilia Tallis. Men efter en rad missförstånd och en falsk anklagelse från Cecilias 13-åriga lillasyster Briony hamnar Robbie i fängelse för ett brott han inte begått. 
Några år senare får Robbie chansen att slippa återstoden av fängelsetiden genom att tjänstgöra som menig i den brittiska armén, och innan han skickas till Frankrike för att strida mot tyskarna får han chansen att återförenas med Cecilia. Båda systrarna Tallis tjänstgör nu på sjukhus i London, men på var sitt håll. Cecilia har brutit alla relationer med systern och resten av familjen efter anklagelserna mot Robbie. Briony börjar successivt inse konsekvenserna av sina anklagelser, och försöker samla mod till att försonas med sin syster. 

## Roller
- Keira Knightley som Cecilia Tallis, den äldre av de två systrarna Tallis.
- James McAvoy som Robbie Turner, son till familjen Tallis hushållerska.
- Saoirse Ronan som 13-åriga Briony Tallis (yngre systern).
- Romola Garai som 18-åriga Briony Tallis.
- Vanessa Redgrave som 77-åriga Briony Tallis.
- Brenda Blethyn som Grace Turner.
- Juno Temple som Lola Quincey.
- Benedict Cumberbatch som Paul Marshall.
- Harriet Walter som Emily Tallis.
- Jérémie Renier som Luc Cornet, fransk soldat.
- Alfie Allen som Danny Hardman.